# Lê Quang Đạo
Lê Quang Đạo (Provincia di Bac Ninh, 8 agosto 1921 – Hanoi, 24 luglio 1999) è stato un generale e politico vietnamita che fece parte del comitato centrale del Partito Comunista del Vietnam dal 1960 al 1991.
Lê Quang Đạo servì per 28 anni nell'Esercito Popolare Vietnamita, e fu promosso al grado di Maggior generale nel 1959 e di Tenente generale nel 1974. Fu anche presidente dell'assemblea nazionale e vicepresidente del consiglio di stato della Repubblica Socialista del Vietnam dal 1987 al 1992.
Come nativo del villaggio di Đình Bảng nel Distretto di Tu Son, nel Delta del fiume Rosso della Provincia di Bac Ninh, fu responsabile della restaurazione governativa del Tempio di Đô come memoriale nazionale.
| Controllo di autorità | VIAF (EN) 9123780 · LCCN (EN) n97011381 |